# Brittany Collens
Brittany Collens (* 5. April 1995 in Manchester, Massachusetts) ist eine US-amerikanische Tennisspielerin.

## Karriere
Collens begann mit vier Jahren das Tennisspielen und spielt bislang hauptsächlich auf der ITF Women’s World Tennis Tour, wo sie bislang aber noch keinen Titel gewinnen konnte.
Im Mai 2018 stand sie zusammen mit ihrer Partnerin Celine Fritsch im Finale des Damendoppel-Wettbewerbs des mit 15.000 US-Dollar dotierten ITF-Turniers in Hammamet, wo sie gegen Julyette Steur und Petra Januskova mit 0:6 und 0:6 verloren.
2021 erhielt sie eine Wildcard für die Qualifikation für das Hauptfeld im Dameneinzel der Thoreau Tennis Open, wo sie aber bereits in der ersten Runde gegen Samantha Murray Sharan mit 5:7 und 1:6 verlor. Im Doppel erhielt sie zusammen mit ihrer Partnerin Victoria Hu ebenfalls eine Wildcard. Die beiden unterlagen aber bereits in der ersten Runde der Paarung Peangtarn Plipuech und Jessy Rompies klar mit 1:6 und 0:6.

## College Tennis
Von 2013 bis 2014 spielte Collens für die Damentennis-Mannschaft der Aggies der New Mexico State University. Von 2014 bis 2017 spielte Collens für die Damentennis-Mannschaft der Minutemen der University of Massachusetts Amherst.
Die NCAA verhängte 2020 Strafen gegen die University of Massachusetts, weil angeblich Gelder an College-Spielerinnen geflossen seien, was nach dem Amateurrecht der NCAA nicht erlaubt war. Dadurch wurden alle College-Rekorde von Brittany Collens und ihren Mannschaftskolleginnen gelöscht und auch der Atlantic 10-Konferenztitel 2017 aberkannt. Mit dem Verkauf von Shirts sammelte Brittany Collens Geld für die Unterstützung der College Athlete Advocacy Initiative, um gegen die NCAA vorzugehen.

## Persönliches
Brittany ist die Tochter von Josh und Diane Collens, besuchte die Manchester Essex Highschool und studierte an der University of Massachusetts Journalismus.